# Morito
Morito är ett japanskt företag som bland annat säljer kläder och skor. Företaget tillverkar även en produkt med namnet Audio Bone.